# Ada Limón
Ada Limón, född 1976, är en amerikansk poet och sedan 2022 United States Poet Laureate(en). 

## Biografi
Limón har mexikanskt-amerikanskt ursprung och växte upp i Sonoma, Kalifornien. Hon är bosatt i Kentucky. 
Hon debuterade med diktsamlingen Lucky Wreck (2005) och har givit ut sex diktsamlingar. För sin diktsamling The Carrying (2018) tilldelades hon National Book Critics Circle Award for Poetry. År 2022 utnämndes hon av USA:s kongressbibliotek till landets 24:e poet laureate. Limón är den första personen med latinamerikanskt ursprung som har blivit utnämnd till poet laureate, och 2023 blev hon den första poeten som fick utnämningen förlängd med ytterligare två år. The Carrying gavs 2023 ut i svensk översättning som Bärandet.

### Utgivet på svenska
- 2023 – Bärandet (The Carrying, 2018), översättning: Henrik C. Enbohm (20TAL Bok) ISBN 978-91-87-83825-5

## Priser och utmärkelser
- 2005 – Autumn House Poetry Prize
- 2006 – Pearl Poetry Prize
- 2018 – National Book Critics Circle Award för lyrik
- 2020 – Guggenheimstipendiet
- 2023 – MacArthur Fellowship